# Várpalota városbíróinak, tanácselnökeinek és polgármestereinek listája
Ez Várpalota bíróinak, tanácsi tisztségviselőinek és polgármestereinek listája.

## PolgármesterekVárpalotán a mezővárosi időszakban
| Név             | Hivatali idő                 | Megjegyzés                                              |
| --------------- | ---------------------------- | ------------------------------------------------------- |
| Supka Márton    | ? – 1849.(?)                 | 1849-es iratokban szerepel az aláírása polgármesterként |
| Stasszik Ferenc | 1858. március 10. – 1867.(?) | Sikkasztási ügye van                                    |
| Czóbel János    | 1863. – 1867.(?)             |                                                         |
| Hegedűs Sándor  | (?) –(?)                     |                                                         |
| Tóth Mihály     | (?) –(?)                     |                                                         |
| Dukovits Sámuel | (?) –(?)                     |                                                         |

## Városbírók, bírók Várpalotán 1950-ig
| Név                  | Hivatali idő                 | Megjegyzés |
| -------------------- | ---------------------------- | --- |
| Tenke István         | ? – 1715.(?)                 | városbíró |
| Érsek Kováts János   | 1734–1738.                   | városbíró, a palotai uraság által felszabadított sólyi származású jobbágy                                                    |
| Simon György         | ?–1742. december 13.         | |
| Bánki Nagy István    | ?–1755.?                     | 1755. dec. 8. Bánki Nagy István meghal, aki "min. 3-szor Város Bírája helységünknek"                                         |
| Papp Mihály          | ? – 1784.(?)                 | városbíró |
| Hegedüs Kováts János | ? – 1768.(?)                 | öregbíró |
| Paur János           | ? – 1769.(?)                 | városbíró |
| Pintér János         | 1805? – 1806.(?)             | városbíró |
| Bene János           | ? – 1818. november 2.        | városbíró |
| Hajdú István         | 1818. november 2. – ?        | városbíró |
| Tani Nagy János      | ? – 1819(?).                 | a nemesség bírája, amikor elkülönítették a nemesek és a polgárság önkormányzatát.                                            |
| Hegedüs András       | 1821 – 1822                  | Református gyülekezet jegyzőkönyvében városbíróként szerepel.                                                                |
| Hegedüs János        | 1822 – ?                     | 1822. április 15-i keltezéssel ír alá városbíróként.                                                                         |
| Dukovits Pál         | (?) – (?)                    | 1823. január 6-án ő városbíróként ír alá szerződést az evangélikus egyházzal. (Hitesjegyző: Szabó János.)                    |
| Nyári Mihály         | (?) – 1830. augusztus 18.(?) | A "Lakatos Mester Ember és Város Bírája" az evangélikus halotti anyakönyv bejegyzése szerint 1830. augusztus 18-án halt meg. |
| Hegedüs János        | 1830 – 1836                  | Singer Ábrahám könyvében városbíróként szerepel.                                                                             |
| Dukovits Pál         | 1836 – 1839                  | Singer Ábrahám könyvében városbíróként szerepel.                                                                             |
| Nagy János           | 1839                         | Református gyülekezet jegyzőkönyvében városbíróként szerepel.                                                                |
| Morotz Istvány       | 1839(?) – 1849(?)            | a hivatkozott 1849-es levéltári dokumentumokban szerepel a neve. Ugyanitt aláíró Supka Márton polgármester is.               |
| Fromm Gábor          | 1836(?) – 1853               | Singer Ábrahám könyvében városbíróként szerepel.                                                                             |
| Czobel János         | 1854                         | Singer Ábrahám könyvében városbíróként szerepel.                                                                             |
| Hegedüs Sándor       | 1861                         | Singer Ábrahám könyvében városbíróként szerepel.                                                                             |
| Hankóczy Sándor      | 1864                         | Singer Ábrahám könyvében városbíróként szerepel.                                                                             |
| Mórocz Gyula         | 1865                         | Singer Ábrahám könyvében városbíróként szerepel.                                                                             |
| Bátor János          | 1869                         | Singer Ábrahám könyvében városbíróként szerepel.                                                                             |
| Magyari Antal        | 1875 – 1879                  | híres csapócsalád tagja |
| Bátor János          | 1879 – 1880                  | Singer Ábrahám könyvében városbíróként szerepel.                                                                             |
| Dukovits Lajos       | 1881-1886                    | csapó, Singer Ábrahám könyvében városbíróként szerepel.                                                                      |
| Herczeg Imre         | 1887 – 1893                  | Singer Ábrahám könyvében városbíróként szerepel.                                                                             |
| Magyari Antal        | 1894 –1896                   | híres csapócsalád tagja |
| Magyar József        | 1897 – 1901                  | híres csapócsalád tagja, Singer Ábrahám könyvében városbíróként szerepel.                                                    |
| Magyari Antal        | 1902 –1905                   | híres csapócsalád tagja |
| Bátor József         | 1905-1919                    | bíró |
| Forstner Ferenc      | 1919-1927                    | bíró |
| Mórocz György        | 1927-1935                    | I. bíró |
| Herceg Imre          | 1927-1935                    | II. bíró |
| Harasta Márton       | 1935-1940                    | I. bíró |
| Mórocz György        | 1935-1940                    | II. bíró |
| Bátor Ferenc         | 1940-1945                    | I. bíró |
| Mórocz György        | 1940-1945                    | II. bíró |
| Borzas István        | 1945-1950                    | I. bíró |
| Szücs Sándor         | 1945-1950                    | II. bíró |

## Községi bírókInotán1950-ig
| Név           | Hivatali idő     | Megjegyzés                                                                              |
| ------------- | ---------------- | --------------------------------------------------------------------------------------- |
| Kowach Tamás  | ? – 1569 (?)     | Új bíró                                                                                 |
| Sajtos Mihály | ? – 1572 (?)     |                                                                                         |
| Tóth Mihály   | ? – 1696 (?)     | 1696-os összeírásban szerepel a neve                                                    |
| Takács István | ? – 1714 (?)     |                                                                                         |
| Kiss István   | 1714? – (?)      |                                                                                         |
| Tóth Mihály   | 17..? – 17..(?)  |                                                                                         |
| Bencze Péter  | 17..? – 1790(?)  | öregbíró, 1790. március 20-i szerződésen szerepel a neve                                |
| Bentze István | 18..? – 1830(?)  | Egy 1829. december 29-i szerződésen szerepel a neve                                     |
| Szabó János   | 18..? – 1831(?)  | 1831. 09. 29. öregbíró Szabó János forró hideglelésben - kolera - 80 eszt.              |
| Bernáth János | ? – 1831?        | fia meghal                                                                              |
| Szabó János   | 1831? – 1841(?)  | Egy 1841. évi szerződésen szerepel a neve                                               |
| Pesszer János | ? – 1858 (?)     | 1858-ban perben képviseli az inotaiakat.                                                |
| Károly Pál    | 1885 – 1887 (?)  |                                                                                         |
| Loránt István | 1888? – 1903 (?) | 1889-ben, 1893-ban és 1903-ban kiállított községi rendeleteken is szerepel az aláírása. |
| Berta István  | ? – 1913 (?)     | 1913-as inotai húsvizsgálati szabályrendeleten szerepel az aláírása.                    |
| Pap István    | 1913 ? – (?)     |                                                                                         |
| Loránt István | ? – 1919 (?)     | katonai barakkok 1919. június 1-i átadásánál szerepel a neve.                           |
| Szabó János   | ? – 1930 (?)     | 1930-ban kiállított községi bizonyítványon szerepel a neve.                             |
| Sass János    | 1930 ? – 1942(?) |                                                                                         |

## Községvezetők Várpalotán Szálasi idejében
| Név          | Hivatali idő         | Megjegyzés                                            |
| ------------ | -------------------- | ----------------------------------------------------- |
| Tóth Béla    | 1944. október – 1945 | 1945-ben járásvezetőnek nevezték ki.                  |
| Farkas Andor | 1945.                | Iratokban és a köztudatban községvezetőként szerepel. |

## A várpalotai községi, majd városi, valamint a kerületi tanácsok vezetői 1950-től

### Várpalota községi, majd városi vezetői

#### V. B. elnök – tanácselnök
| Név                | Hivatali idő                           | Megjegyzés                                                                              |
| ------------------ | -------------------------------------- | --------------------------------------------------------------------------------------- |
| Sáfár János        | 1950. október 22. – 1951. október 20.  |                                                                                         |
| Strenner József    | 1951. október 21. – 1954. január 5.    |                                                                                         |
| Dr. Balogh Sándor  | 1954. január 6. – 1958. október 15.    |                                                                                         |
| Horváth Ferenc II. | 1958. október 16. – 1961. december 31. | "egykori csepeli szerszámköszörűs, jól képzett jogász, ezenkívül él-hal az irodalomért" |
| Kiss János         | 1962. február 6. – 1969. március 31.   |                                                                                         |
| Dr. Kátai Imre     | 1969. április 1. – 1976. június 30.    |                                                                                         |
| Szabó Gáborné      | 1976. július 1. – 1986. július 1.      |                                                                                         |
| Csővári János      | 1986. július 1. – 1990. szeptember 30. |                                                                                         |

#### V. B. elnökhelyettes – tanácselnök-helyettes
| Név              | Hivatali idő                           | Megjegyzés |  |
| ---------------- | -------------------------------------- | --- |  |
| Simon Lászlóné   | 1950. október 22. – 1951. május 5.     | |  |
| Varsányi Ferenc  | 1951. május 6. – 1951. október 21.     | |  |
| Bognár Mária     | 1952. március 20. – 1952. november 30. | |  |
| Vancsek Ferencné | 1952. december 1. – 1956. december 31. | |  |
| Kelemen Károly   | 1956. december 1. – 1956. december 31. | 1956. október 26-án a Városi Forradalmi Tanács elnökévé választják, a konszolidációig a kádárista erők 1956. november 4. után tanácselnök-helyettesként a városvezetésben hagyják. |  |
| Mórocz György    | 1957. január 1. – 1970. április 30.    | |  |
| Kazó János       | 1962. november 2. – 1964. december 31. | társadalmi tanácselnök-helyettes |  |
| Krasznai Béla    | 1970. május 1. – ?                     | |  |

### Várpalota város I. kerülete (Várpalota)

#### V. B. -elnök
| Név        | Hivatali idő                          | Megjegyzés |
| ---------- | ------------------------------------- | ---------- |
| Beke Pálné | 1951. október 24. – 1954. október 31. |            |

#### V. B. -elnökhelyettes
| Név             | Hivatali idő                            | Megjegyzés |
| --------------- | --------------------------------------- | ---------- |
| Varsányi Ferenc | 1951. október 24. – 1952. július 31.    |            |
| Csergő András   | 1952. augusztus 7. – 1952. november 30. |            |
| Nagy András     | 1953. december 1. – 1954. október 31.   |            |

#### V. B. -titkár
| Név          | Hivatali idő                           | Megjegyzés |
| ------------ | -------------------------------------- | ---------- |
| Ruttkay Géza | 1951. október 24. – 1952. november 30. |            |
| Horváth Béla | 1953. december 1. – 1954. október 31.  |            |

### Várpalota város II. kerülete (Pétfürdő)

#### V. B. -elnök
| Név            | Hivatali idő                             | Megjegyzés |
| -------------- | ---------------------------------------- | ---------- |
| Kovács Mihály  | 1951. október 24. – 1952. szeptember 16. |            |
| Csapó Miklósné | 1952. szeptember 17. – 1953. december 8. |            |
| Bostai Gyula   | 1954. január 1. – 1954. október 31.      |            |

#### V. B. -elnökhelyettes
| Név               | Hivatali idő                             | Megjegyzés |
| ----------------- | ---------------------------------------- | ---------- |
| Hibácska Ferencné | 1951. október 24. – 1952. szeptember 15. |            |
| Hegedűs Ferenc    | 1952. szeptember 16. – 1954. január 15.  |            |
| Kondor Pálné      | 1954. január 16. – 1954. október 31.     |            |

#### V. B. -titkár
| Név             | Hivatali idő                         | Megjegyzés |
| --------------- | ------------------------------------ | ---------- |
| Pathó Erzsébet  | 1951. október 24. – 1953. január 8.  |            |
| Gerlei Károlyné | 1953. január 16. – 1954. június 30.  |            |
| Kondor Pálné    | 1953. július 1. – 1954. január 15.   |            |
| Faragó István   | 1954. január 16. – 1954. október 31. |            |

### Várpalota város III. kerülete (Inota)

#### V. B. -elnök
| Név          | Hivatali idő                          | Megjegyzés |
| ------------ | ------------------------------------- | ---------- |
| Sipos Ferenc | 1951. október 24. – 1954. október 31. |            |

#### V. B. -elnökhelyettes
| Név             | Hivatali idő                             | Megjegyzés |
| --------------- | ---------------------------------------- | ---------- |
| Kilián Károlyné | 1951. október 24. – 1952. szeptember 30. |            |
| Kollár Istvánné | 1953. június 10. – 1954. október 31.     |            |

#### V. B. -titkár
| Név             | Hivatali idő                          | Megjegyzés |
| --------------- | ------------------------------------- | ---------- |
| Radó Aladárné   | 1951. október 24. – 1953. február 15. |            |
| Kilián Károlyné | 1953. október 1. – 1954. október 31.  |            |

## Polgármesterek a rendszerváltás után

### Várpalota polgármesterei
| Név                     | Jelölő szervezet(ek) | Terminus                           | Megjegyzés / Források             |
| ----------------------- | -------------------- | ---------------------------------- | --------------------------------- |
| Leszkovszki Tibor       | MSZP                 | 1990. október 14.–2006. október 1. | Az 1990-es választási eredmények: |
| Leszkovszki Tibor       | MSZP                 | 1990. október 14.–2006. október 1. | Az 1994-es választási eredmények: |
| Leszkovszki Tibor       | MSZP                 | 1990. október 14.–2006. október 1. | Az 1998-as választási eredmények: |
| Leszkovszki Tibor       | MSZP-SZDSZ           | 1990. október 14.–2006. október 1. | A 2002-es választási eredmények:  |
| Németh Árpád            | Fidesz-KDNP          | 2006. október 1.–2010. október 3.  | A 2006-os választási eredmények:  |
| Talabér Márta           | Fidesz-KDNP          | 2010. október 3.–                  | A 2010-es választási eredmények:  |
| Talabér Márta           | Fidesz-KDNP          | 2010. október 3.–                  | A 2014-es választási eredmények:  |
| Campanari-Talabér Márta | Fidesz-KDNP          | 2010. október 3.–                  | A 2019-es választási eredmények:  |
|                         |                      |                                    |                                   |

### Pétfürdő polgármesterei
| Név         | Jelölő szervezet                                 | Terminus             | Megjegyzés / Források                       |
| ----------- | ------------------------------------------------ | -------------------- | ------------------------------------------- |
| Horváth Éva | Szövetség Pétfürdőért Polgári Szervezet (SZPPSZ) | 1997. október 1. óta | Az 1997-es időközi választási eredmények: … |
| Horváth Éva | Szövetség Pétfürdőért                            | 1997. október 1. óta | Az 1998-as választási eredmények:           |
| Horváth Éva | független                                        | 1997. október 1. óta | A 2002-es választási eredmények:            |
| Horváth Éva | független                                        | 1997. október 1. óta | A 2006-os választási eredmények:            |
| Horváth Éva | független                                        | 1997. október 1. óta | A 2010-es választási eredmények:            |
| Horváth Éva | független                                        | 1997. október 1. óta | A 2014-es választási eredmények:            |
| Horváth Éva | független                                        | 1997. október 1. óta | A 2019-es választási eredmények:            |